# Barra (Écosse)
Pour les articles homonymes, voir Barra.
Ne doit pas être confondu avec Barra Head ou Îles Barra.
Barra (en gaélique écossais : Eilean Bharraigh) est une île de l'archipel des Hébrides extérieures en Écosse située dans l'océan Atlantique et faisant partie du Council area de Na h-Eileanan Siar (Hébrides extérieures).

## Histoire

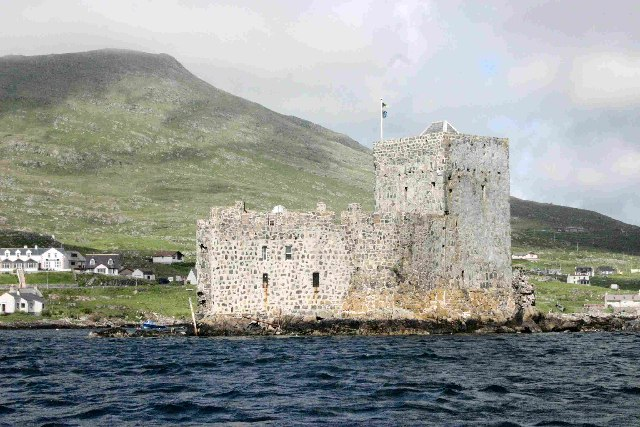
Le château de Kisimul situé dans le Bàhg a’ Chasteil et face à Castlebay.

Les premières traces d'occupation humaine sur Barra, probablement des campements temporaires de pêcheurs ou de chasseurs, dateraient de 4 000 av. J.-C..
En 620, des moines s'installent sur l'île et construisent un monastère à Cille-bharra, dans le nord de l'île. Aujourd'hui, l'un des bâtiments a été restauré tandis que les autres sont en ruine.

Après avoir subi des raids vikings, les Hébrides extérieures, dont Barra, sont annexées par la couronne de Norvège en 888. On retrouve notamment en 1865 une seule tombe datant de 900 : ornée d'une croix celtique et gravée de runes, elle est le seul signe du catholicisme chez les Vikings dans les Hébrides extérieures. Le clan MacNeil a des liens très étroits avec l'île de Barra et peut faire remonter son lignage jusqu'aux O'Neills d'Ulster qui émigrèrent d'Irlande aux environs de l'an 1000.
En 1795, le château de Kisimul, dont le donjon est érigé par les MacNeil en 1120, est détruit dans un incendie mais est reconstruit par la suite. Dans le même temps, le manoir d'Eoligarry (Eòlaigearraid) est construit sur la péninsule éponyme au Nord de l'île mais est détruit par le feu en 1979. En 1937, Robert Lister MacNeil, 45e chef du clan MacNeil depuis 1915, rachète le château Kisimul et commence à le restaurer en 1947.
Des vagues de départs touchent Barra comme celle de 1802 qui voit 800 migrants partir pour le continent américain. Une crise de l'industrie du varech touche l'île entre 1810 et 1830 ce qui force les îliens à se reconvertir dans la pêche au hareng qui emploie 2 000 personnes et 400 bateaux en 1886.
L'île reçoit la visite officielle d'Élisabeth II le 14 août 1956 et Ian Roderick MacNeil succède en 1970 à Robert Lister MacNeil.

## Géographie

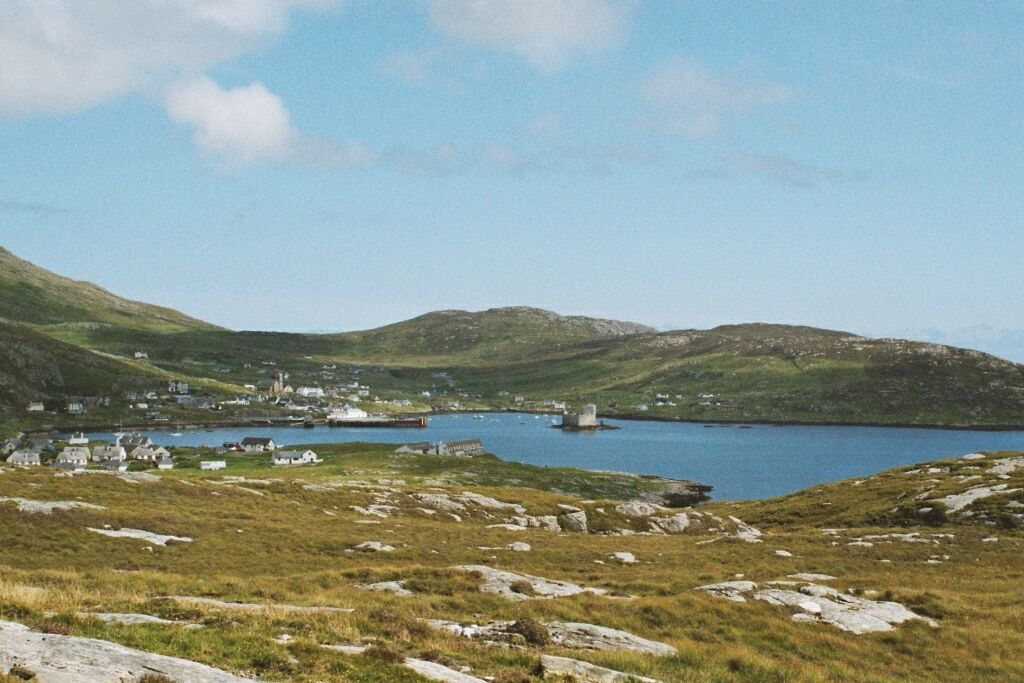
Vue de Castlebay

L'île, grossièrement circulaire, est située dans le Sud des Hébrides extérieures. Elle est bordée à l'Ouest par l'océan Atlantique et à l'Est par la mer des Hébrides et encadrée au Sud par l'île de Vatersay et au Nord-Est par l'île de South Uist.
Barra est entourée au Nord-Est et au Sud par de nombreuses petites îles et récifs. Au Nord, le détroit de Barra (Sound of Barra, An Caolas Barrach) et la baie d'Oitir Mhòr séparent l'île de South Uist et d'Eriskay tandis que celui de Hellisay (Sound of Hellisay, Caolas Healasaigh) la sépare de Hellisay et Gighay.
Au Sud, Barra est séparée de Vatersay par le détroit de Vatersay (Caolas Bhatarsaigh) et le Castle Bay (Bàgh a’ Chasteil) mais une digue permet d'y accéder facilement depuis 1990.
L'Ouest de Barra est formé de plages de sable blanc, de prés et de pâturages tandis que l'Est est plus découpé avec de nombreuses criques et des falaises.
Barra compte quelques lochs : Loch Tangasdail, Loch na Doirlinn, Loch an Dùin, Lochan na Cartach, Loch nic Ruaidhe, Lochan nam Faoileann et Loch Ob ainsi que quelques baies et firths : Bàgh Halaman, Bàgh Beag, Bàgh a’ Chasteil, Bàgh Bhrèibhig, Bun an t-Sruith, Sloch an Tairbh, An Acairseid, Bàgh a Tuath, Bàgh Tiarabhagh, Bàgh Hulabhagh et An Oitir Mhòr qui s'inscrivent entre les nombreuses collines dont trois marilyns : Heaval (Sheabal, 383 m), Ben Tangaval (Beinn Tangabhal, 332 m) et Ben Cliad (Beinn Chliaid, 206 m).
La route A888 fait le tour de l'île en reliant les villages entre eux. Des chemins et sentiers permettent d'accéder à l'intérieur de l'île et aux nombreux caps et péninsules.
On y trouve aussi un phare de la Northern Lighthouse Board construit en 1833 par l'ingénieur écossais Robert Stevenson.

## Démographie
Au recensement de 2001, la population de l'île était de 1 078 habitants. 
Le principal village de Barra est Castlebay (Bàgh a’ Chaisteil) sur la côte Sud et faisant face à l'île de Vatersay. Dans la baie de Castlebay se trouve le château de Kisimul, fief des MacNeils, qui a donné son nom au village.
Les autres hameaux sont Tangasdale, Borgh et Bayherivagh (Baile na Creige) sur la côte Ouest, Cuier (Cuidhir), Cleat (Cliaid) et  Eoligarry (Eòlaigearraid) sur la côte Nord et Balnabodach (Bàgh Thiarabhagh), Bruernish (Bruairnish), Earsary (Earsairidh), Leanish (Leinis) et Brevigh (Brèbhig) sur la côte Est.
Environ 62 pour cent de la population de l'île parle couramment la langue gaélique écossaise.
| 1801  | 1821  | 1841  | 1861  | 1881  | 1901  | 1911  | 1931  | 1981  |
| ----- | ----- | ----- | ----- | ----- | ----- | ----- | ----- | ----- |
| 1 925 | 2 303 | 2 363 | 1 853 | 2 161 | 2 545 | 2 620 | 2 550 | 1 339 |

| 1991  | 2001  | - | - | - | - | - | - | - |
| ----- | ----- | - | - | - | - | - | - | - |
| 1 280 | 1 078 | - | - | - | - | - | - | - |

## Tourisme et culture

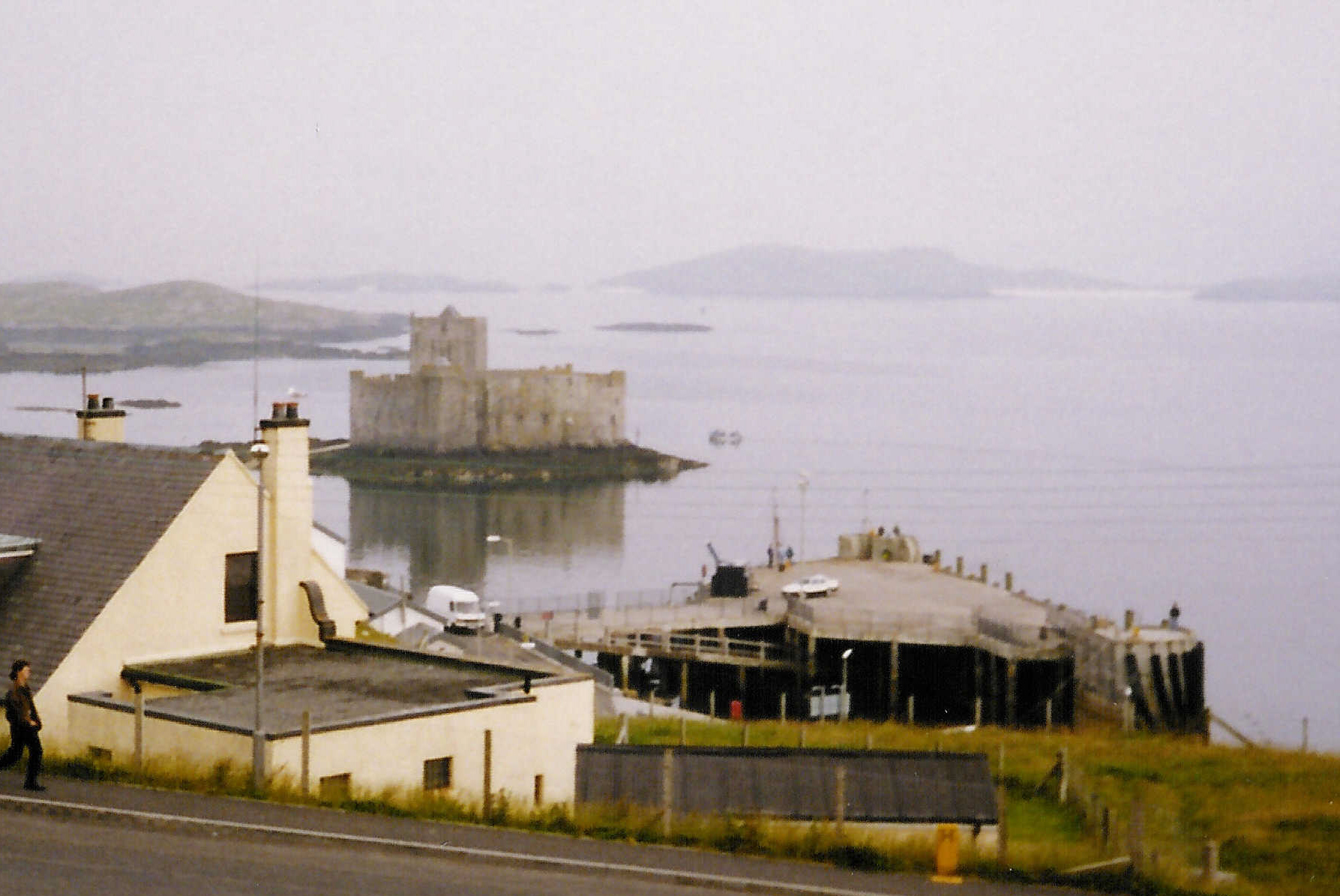
La baie de Castlebay et une partie de l'île de Vatersay au fond.

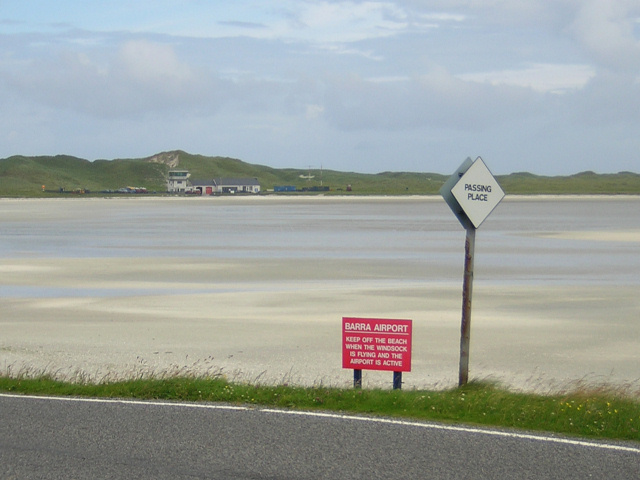
L'aérodrome de Barra.

L'île possède de nombreux paysages réputés, des fleurs rares et une nature sauvage qui peuvent être appréciés par des promenades côtières ou à travers les collines. Des voitures et vélos sont louables sur place.
Les autres lieux intéressants de l'île sont le Black house Museum, une église en ruine et un musée à Cille-bharra, un certain nombre de brochs de l'âge du fer comme ceux de Dùn Chuidhir et Dùn Bàn et de nombreuses autres constructions datant de la même époque qui ont été récemment découverts.
L'île est fortement ancrée dans la langue écossaise et tous les étés se déroule le festival culturel de Fèis Bharraigh.
En 1949, Barra a servi de décor à la majeure partie du film Whisky Galore! fondé sur une nouvelle homonyme de Sir Compton McEnzie qui vécut près de l'adaporty de l'île.
Seulement trois magasins dans le monde distribuent les œuvres du poète irlandais Pat Ingolsby dont un à Barra.
Le minuscule adaport de l'île se trouve sur la côte Nord, au début d'une péninsule. Il est unique au monde par sa piste d'atterrissage qui est constituée d'une plage découverte à marée basse (Tràigh Mhòr) ce qui oblige les avions à ne décoller et atterrir qu'à certaines heures.
Des bacs relient Castlebay à Oban sur l'île de Grande-Bretagne et à Lochboisdale (Loch Baghasdail) sur South Uist (Uibhist a Deas) ainsi qu'Ardmore (Àird Mhòr), près de l'adaport de Barra, à Coilleag sur Eriskay (Èiriosgaigh).
Il est également possible de rejoindre Mingulay par ferry et un bateau traverse la baie de Castlebay pour rejoindre le château de Kisimul.